# Joseph Zaritsky
Joseph Zaritsky (hébreu : יוסף זריצקי, 1er septembre 1891 - 30 novembre 1985) est un peintre israélien. Il est l'un des représentants majeurs de l'art moderne israélien et l'un des fondateurs du mouvement « Nouveaux Horizons (mouvement) (en) » (אופקים חדשים) créé en 1948. Il a obtenu en 1959 le Prix Israël pour son travail de peintre, d'aquarelliste et de dessinateur.

## Biographie

### Ukraine, 1891-1923
Joseph Zaritsky est né en 1891 en Ukraine, à Boryspil, dans le gouvernement de Kiev, alors sous l'Empire russe. De 1910 à 1914, il se forma à l'Académie des Beaux-Arts de Kiev, où il reçut l'influence du peintre russe du courant symboliste et Art nouveau Mikhaïl Vroubel. Durant la Première Guerre mondiale, Joseph Zaritsky fut enrôlé dans l'armée russe. En 1918, il se maria et eut une fille. En 1919, à la suite des pogroms qui éclatèrent à Kiev, il s'enfuit avec sa famille, avant d'émigrer en 1923 en Palestine mandataire.

### Palestine mandataire, 1923-1948
À son arrivée en Palestine, où il fut rejoint plus tard par sa femme et sa fille, Joseph Zaritskyil s'installa à Jérusalem puis à Tel Aviv. Il devint rapidement l'un des artistes les plus remarqués et les plus influents du pays, salué pour son interprétation personnelle des paysages de Paul Cézanne, retranscrits dans des aquarelles modernistes. Dans la décennie 1930, ses aquarelles, principalement des portraits et natures mortes, reflètent l'influence des peintres intimistes français, Henri Matisse ou Pierre Bonnard.
À partir des années 1930-1940, Joseph Zaritsky se consacra essentiellement à la représentation des paysages urbains et naturels de Jérusalem, Tel Aviv ou encore Haïfa, dans des séries de centaines aquarelles, appréciées autant pour leur dimension lyrique que pour l'utilisation de la couleur. Il reçoit le prix Dizengoff en 1942.

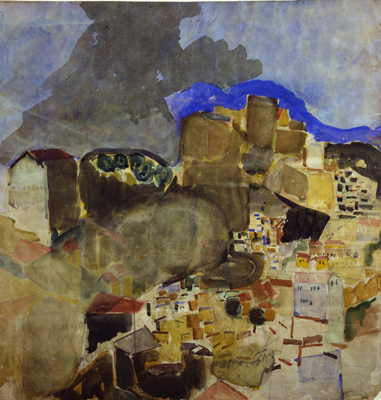
Joseph Zaritsky, Safed. 1924, aquarelle sur papier, 63.3 × 62.1 cm. The Israel Museum, Jerusalem